# Osmanbey (Şişli)
Osmanbey è un quartiere del distretto di Şişli, a Istanbul, situato nell'area che si estende dall'incrocio tra Halâskârgazi Caddesi e Valikonağı Caddesi verso nord, su entrambi i lati di Halaskargazi Caddesi, fino a Şişli.
Amministrativamente, si estende su una parte dei quartieri Ergenekon e Halâskârgazi del distretto di Şişli. I suoi confini si intrecciano con i quartieri di Harbiye a sud, Nişantaşı a est, Şişli a nord e Kurtuluş a ovest. La sua popolazione è aumentata notevolmente grazie alla vicinanza con Mecidiyeköy. A Osmanbey si trovano anche negozi di abbigliamento.

## Storia
Il quartiere di Osmanbey è sorto quando l'area che si estende da Harbiye a Şişli era un terreno vuoto fino agli anni Sessanta del XIX secolo, dopodiché cominciarono a sorgere palazzi qua e là. Uno di questi palazzi era quello di Osman Bey, che ha dato il nome al quartiere. Osman Bey, il fondatore di Matbaa-i Osmaniye, acquistò un grande appezzamento di terreno negli anni '70 del XIX secolo nell'area in cui oggi si trova il quartiere che porta il suo nome e vi costruì una villa; altre case e palazzi lo seguirono.
In un processo iniziato negli anni '40 e accelerato dopo gli anni '60, i palazzi e le case con giardino furono sostituiti da condomini. Sorti dapprima su entrambi i lati del viale Halaskargazi, gli edifici per appartamenti si sono diffusi nelle strade interne e laterali. Col tempo, i condomini utilizzati per scopi residenziali si sono trasformati in luoghi di lavoro. Lo storico Pangalti Hamamı si trova a Osmanbey.